# Koldenbüttel
Koldenbüttel (frisó septentrional Koolnbütel, baix alemany Kombüddel) és un municipi del districte de Nordfriesland, dins l'Amt Nordsee-Treene, a l'estat alemany de Slesvig-Holstein. És a 8 kilòmetres d'Husum i a l'oest de Friedrichstadt. El 31 de desembre del 2023 tenia 886 habitants.